# Ennis (Montana)
Ennis – miasto w Stanach Zjednoczonych, w stanie Montana, w hrabstwie Madison.